# Montenero Sabino
Montenero Sabino ist eine italienische Gemeinde mit 267 Einwohnern (Stand 31. Dezember 2023) in der Provinz Rieti in der Region Latium.

## Geographie
Montenero Sabino liegt 67 km nordöstlich von Rom und 22 km südlich von Rieti auf einem schmalen Berggrat in den Sabiner Bergen. Zur Gemeinde gehören die Ortsteile Leone, San Benedetto und Sant’Andrea.
Das Gemeindegebiet erstreckt sich über eine Höhendifferenz von 290 bis 892 m s.l.m. Montenero Sabino ist Mitglied der Comunità Montana Montepiano Reatino.
Die Gemeinde befindet sich in der Erdbebenzone 2 (mittel gefährdet). Die Nachbargemeinden sind Casaprota, Mompeo, Monte San Giovanni in Sabina, Rieti und Torricella in Sabina.

### Verkehr
Der nächste Bahnhof liegt in Contigliano an der Bahnstrecke Terni–Sulmona in 21 km Entfernung.

## Geschichte
1023 wurde im Registrum Farfense der Abtei Farfa erstmals ein Castrum Montis Nigri erwähnt; das zweite Mal geschah dies 1085. Kurz vor dem Jahre 1400 kam es an die Familie Orsini, die es in der Person von Mario, zweitem Herzog von Bomarzo, an die Familie Mattei di Paganica veräußerten. Mario Mattei erhielt von Papst Clemens X. den Titel eines Herzogs verliehen. Letzter Besitzer waren die Marchesi Vincentini aus Rieti seit 1755.

## Bevölkerungsentwicklung
| Jahr      | 1861 | 1881 | 1901 | 1921 | 1936 | 1951 | 1971 | 1991 | 2001 |
| --------- | ---- | ---- | ---- | ---- | ---- | ---- | ---- | ---- | ---- |
| Einwohner | 577  | 580  | 642  | 669  | 681  | 716  | 481  | 373  | 345  |

Quelle: ISTAT

## Politik
Ivano de Angelis wurde am 11. Juni 2017 zum neuen Bürgermeister gewählt.

## Sehenswürdigkeiten
- Die mittelalterliche Burg, das Castello Orsini-Mattei, am oberen Felsende wurde in jüngster Zeit restauriert und beherbergt nun eine Zweigstelle der Universität Rom, la Sapienza, mit dem Studiengang Theater.[3]
- Die Pfarrkirche San Cataldo am genau gegenüberliegenden Ende des Ortsfelsens und unterer Abschluss der Gemeinde wurde 1735 renoviert und zeigt sich nun im Gewand des Spätbarock. Im Inneren sind eine Rosenkranzmadonna als Gemälde sowie ein romanischer Tabernakel vorhanden.

## Persönlichkeiten
- Girolamo Mattei Orsini (1672–1740 oder 1746), katholischer Erzbischof, Literat und Diplomat